# Каталог кораблей

Карта гомеровской Греции

Ката́лог корабле́й  (либо спи́сок корабле́й, перечень кораблей, др.-греч. νεῶν κατάλογος) — эпический перечень во второй книге («песни») «Илиады» Гомера, где перечислены отряды греческого войска, отплывшие к Трое на Троянскую войну. Занимает строки с 494 по 759. Указан вождь каждого отряда, поселения, подчинявшиеся ему (обычно с теми или иными поэтическими эпитетами), а также указано количество кораблей, потребовавшееся для перевозки воинов под стены Трои (названия кораблей при этом не приводятся). Вторая песнь «Илиады» содержит и аналогичный каталог троянцев, но более краткий.

## Содержание
«Каталог кораблей» — перечисление отрядов греков, которые прибыли под стены Трои, их вождей, городов, количества кораблей на которых они прибыли и другой подобной информации. Этому предшествует совет Нестора Агамемнону построить войска соответствующим образом: «раздели ты на их племена и колена; / Пусть помогает колено колену и племени племя».
В списке кораблей перечислено 29 отрядов под командованием 46[уточнить] вождей. Воины происходили из 164 местностей Греции (столько топонимов приведено в тексте). Всего для их перевозки потребовалось 1186 кораблей. Вся совокупность греческой армии обозначается этнонимами «ахейцы» (ахеяне), «данайцы» и «аргивяне». Этот народ делится на несколько более мелких племён: беотийцы, минийцы, фокийцы, локрийцы, абанты, афиняне, саламинцы, аргивяне (в узком смысле), микенцы, лакедемонцы, аркадцы и другие. Указание на то, сколько человек помещалось на одном корабле, даётся для беотийцев (120) и фессалийцев (50).
Несмотря на своё многообразие, «каталог кораблей» представляет единую композицию. При перечислении мест, откуда прибыли греки, автор использует множество эпитетов по типу «стадам голубиным любезные», «заветная роща» и подобные, что создаёт образ пестроты и многообразия Эллады.
| Гегемония                                | Имя вождя                                   | Количество кораблей и воинов                |
| ---------------------------------------- | ------------------------------------------- | ------------------------------------------- |
| беотийцы                                 | Аркесилай, Леит, Пенелей, Профоенор, Клоний | 50 кораблей со 120 воинами в каждом         |
| минийцы                                  | Аскалаф, Иалмен                             | 30 кораблей                                 |
| фокейцы                                  | Схедий, Эпистроф                            | 40 кораблей                                 |
| локры                                    | Аякс Оилид                                  | 40 кораблей                                 |
| абанты                                   | Элефенор                                    | 40 кораблей                                 |
| афиняне                                  | Менесфей                                    | 50 кораблей                                 |
| саламинцы                                | Аякс Теламонид                              | 12 кораблей                                 |
| аргосцы, тиринфцы, эпидаврцы и др.       | Диомед, Сфенел, Евриал                      | 80 кораблей                                 |
| микенцы, коринфяне и др.                 | Агамемнон                                   | 100 кораблей                                |
| спартанцы                                | Менелай                                     | 60 кораблей                                 |
| пилосцы                                  | Нестор                                      | 90 кораблей                                 |
| аркадцы                                  | Агапенор                                    | 60 кораблей                                 |
| элидцы                                   | Амфимах, Фалпий, Диор, Поликсен             | 40 (по десять за каждым из вождей) кораблей |
| дулихийцы                                | Мегет                                       | 40 кораблей                                 |
| кефалленяне                              | Одиссей                                     | 12 кораблей                                 |
| этолийцы                                 | Фоант                                       | 40 кораблей                                 |
| критяне                                  | Идоменей                                    | 80 кораблей                                 |
| родосцы                                  | Тлеполем                                    | 9 кораблей                                  |
| симийцы                                  | Нирей                                       | 3 корабля                                   |
| несколько локаций Додеканесских островов | Фидипп, Антиф                               | 30 кораблей                                 |
| мирмидонцы                               | Ахилл                                       | 50 кораблей                                 |
| филакийцы                                | Протесилай, Подарк                          | 40 кораблей                                 |
| ферцы                                    | Евмел                                       | 11 кораблей                                 |
| мефонцы и др.                            | Филоктет, Медонт                            | 7 кораблей с 50 воинов на каждом            |
| триккцы и др.                            | Махаон, Подалирий                           | 30 кораблей                                 |
| орменийцы                                | Еврипил                                     | 40 кораблей                                 |
| лапифы                                   | Полипет                                     | 40 кораблей                                 |
| энианы и перребы                         | Гуней                                       | 22 корабля                                  |
| магнеты                                  | Профоой                                     | 40 кораблей                                 |
| 29 отрядов                               |                                             | 1186 кораблей                               |

## Анализ
Рать беотийских мужей предводили на бой воеводы:

Аркесилай и Леит, Пенелей, Профоенор и Клоний.

Рать от племен, обитавших в Гирии, в камнистой Авлиде,

Схен населявших, Скол, Этеон лесисто-холмистый;

Феспии, Греи мужей и широких полей Микалесса;

Окрест Илезия живших и Гармы и окрест Эритры;

Всех обитателей Гил, Элеон, Петеон населявших;

Также Окалею, град Медеон, устроением пышный,

Копы, Эвтрез и стадам голубиным любезную Фисбу,

Град Коронею и град Галиарт на лугах многотравных;

Живших в Платее и в Глиссе тучные нивы пахавших;

Всех, населяющих град Гипофивы, прекрасный устройством;

Славный Онхест, Посейдонов алтарь и заветную рощу;

Арн, виноградом обильный, Мидею, красивую Ниссу,

И народ, наконец, населявший Анфедон предельный.

С ними неслось пятьдесят кораблей, и на каждом из оных

По сту и двадцать воинственных, юных беотян сидело…
Ещё с античности каталог кораблей является предметом дискуссии. Аристотель в «Поэтике», говоря о превосходстве Гомера над другими поэтами, писал, что автор «Илиады» вместо длинного и сложного повествования о всех событиях войны сосредоточился только на заключительной её части, но «ввёл много эпизодов, например, перечень кораблей и другие эпизоды, которыми разнообразит своё произведение». Филолог В. В. Файер писал, что перечень работ, касающихся разных аспектов его изучения, «уже превысил длину самого этого текста». В посвящённой структурно-сравнительному анализу сведений из второй песни «Илиады» публикации археолога, доктора исторических наук Л. С. Клейна отмечалось, что уже во  II веке до н. э. древнегреческий историк Аполлодор из Артемиты написал о каталоге кораблей труд в 12 книгах.
Существует текстологическая точка зрения, согласно которой он является вставкой и не принадлежит тому же автору, что и остальной текст (см. гомеровский вопрос). Одни авторы предполагают, что каталог кораблей существовал уже до Гомера как часть древнейшей греческой эпической традиции, возможно, ещё микенской эпохи, другие — что он создан и вставлен в «Илиаду» уже после Гомера. Есть и аргументированная точка зрения (особенно активно развивающаяся с середины XX века), согласно которой список кораблей — не вставка, а органическая часть поэмы, играющая в ней определённую композиционную роль. Так, Н. Н. Казанский утверждает, что: «… есть основания говорить о композиционной идее, основанной на языковой метафоре: социальный порядок приходит на смену бурным разногласиям, бурные споры (народ, шумящий как море) сменяются строгим порядком каталога кораблей. <…> Перечень кораблей нужен певцу как картина стройности ахейской организации, как противовес бурным спорам, предшествующим его появлению в тексте».
Другое направление исследований каталога кораблей — историческое: вопрос о том, насколько он отражает реальные исторические события и полисную структуру Греции позднего бронзового века. В. В. Файер в своей работе процитировал мнение филолога А. И. Зайцева, что «„Каталог кораблей“ даёт совершенно случайные количества кораблей, довольно много случайных имен героев, но содержит в большом количестве топонимы микенской эпохи, забытые в значительной части в VIII веке».

### В культуре
В античные времена список кораблей имел важное значение для эллинов. Об этом свидетельствует эпизод третьей священной войны, когда Филомел обосновывал древние права фокидян на Дельфы, ссылаясь на упоминание Дельф в фокидском стане «списка кораблей». Более раннее использование каталога в качестве политического аргумента, согласно Страбону, относится к периоду борьбы за Саламин, когда Писистрата (или Солона) обвиняли в том, что он, воспользовавшись отсутствием в то время каноничной версии текста, отредактировал поэму, в частности, приписав Саламин к афинянам («писистратова редакция»).
Бессонница. Гомер. Тугие паруса.

Я список кораблей прочёл до середины:

Сей длинный выводок, сей поезд журавлиный,

Что над Элладою когда-то поднялся…
Перечень имён вождей аналогичен спискам имён родословных в Библии и мог иметь первоначально культовое (поминальное) значение, вокруг которого впоследствии стали складываться песни воспоминаний о деяниях героев.
Каталог кораблей нашёл своё отражение в позднейшей литературе. В частности, пародия на него имеется в четвёртой книге «Гаргантюа и Пантагрюэля» Рабле (перечень украшений на кормах судов, собравшихся в паломническое плавание к оракулу Бутылки).
Список кораблей воспет в известном стихотворении Осипа Мандельштама «Бессонница. Гомер. Тугие паруса…».